# Manfred Borelli Vranski
Manfred Graf Borelli Vranski, auch: Manfred Graf di Vrana (* 2. August 1836 in Filipjakov (heute: Sveti Filip i Jakov, Gespanschaft Zadar); † 20. Jänner 1914 in Zadar) war ein österreichisch-kroatischer Adeliger und Politiker. Er war Abgeordneter zum Dalmatinischen Landtag, Abgeordneter zum Abgeordnetenhaus und Mitglied des Herrenhauses des Österreichischen Reichsrats.

## Leben
Borelli Vranski wurde als Sohn des Gutsbesitzers Francesco Borelli di Vrana geboren. Er besuchte das Gymnasium in Split und studierte danach Rechtswissenschaften an der Universität von Padua. Er war Inhaber der Herrschaft Vrana in der Gemeinde Benkovac, heute Gemeinde Pakoštane und widmete sich der Verbesserung der Wirtschaft in Dalmatien. Er war 1871 Mitgründer der Landwirtschaftlichen Gesellschaft für Umwelt von Zadar und im Jahr 1872 der Zadarer Weingenossenschaft. Zudem war er von 1886 bis 1895 Präsident des Nationalen Wirtschaftsrates des Königreichs Dalmatien.
Im Kulturbereich wirkte Borelli Vranski 1862 als 1871 als Mitgründer des Hrvatska čitaonica (kroatischer Leseverein) in Zadar und war 1871 Gründer der Zeitschrift „Bolletino Agrario della Dalmazia – Gospodarski list dalmatinski“ in Zadar. Zudem war er von 1910 bis 1914 Präsident der Genossenschaft „Hrvatski Dom“ zur Errichtung eines kroatischen Vereinshauses in Zara.
Borelli Vranski gehörte in Dalmatien zu den führenden Befürwortern der nationalen Wiederbelebung Kroatiens, insbesondere im Bildungsbereich. Er war Mitglied des Verwaltungsrates des „Narodna čitaonica“ (Volkslesesaal) und war 1902 Mitbegründer des Kindergartens St. Dimitrija. Durch seine Spende von Büchern unterstützte er die Eröffnung der kroatischen öffentlichen Bibliothek und gründete 1906 den kroatischen Akademischen Club.
Borelli Vranski war von 1876 bis 1881 Abgeordneter zum Dalmatinischen Landtag und von 1876 bis 1883 Mitglied der Volkspartei im dalmatinischen Parlament. Zudem wirkte er von 1886 bis 1895 als Präsident des dalmatinischen Landeskulturrats. Dem Abgeordnetenhaus gehörte er vom 7. Oktober 1879 bis zum 10. Februar 1888 an, wobei er sein Mandat zurücklegte, um einer wahrscheinlichen Annullierung der Wahl zuvor zu kommen. Er vertrat im Abgeordnetenhaus die Dalmatiner Höchstbesteuerten. Im Abgeordnetenhaus war Borelli Vranski ab 1879 Mitglied im Klub des rechten Zentrums, ab 1886 Mitglied im Klub des liberalen Zentrums (Kroatische Nationalpartei). Mit 15. Dezember 1902 wurde er auf Lebenszeit Mitglied des Herrenhauses, wo er der Gruppe der Rechten angehörte.